# Wiktor Mędlewski

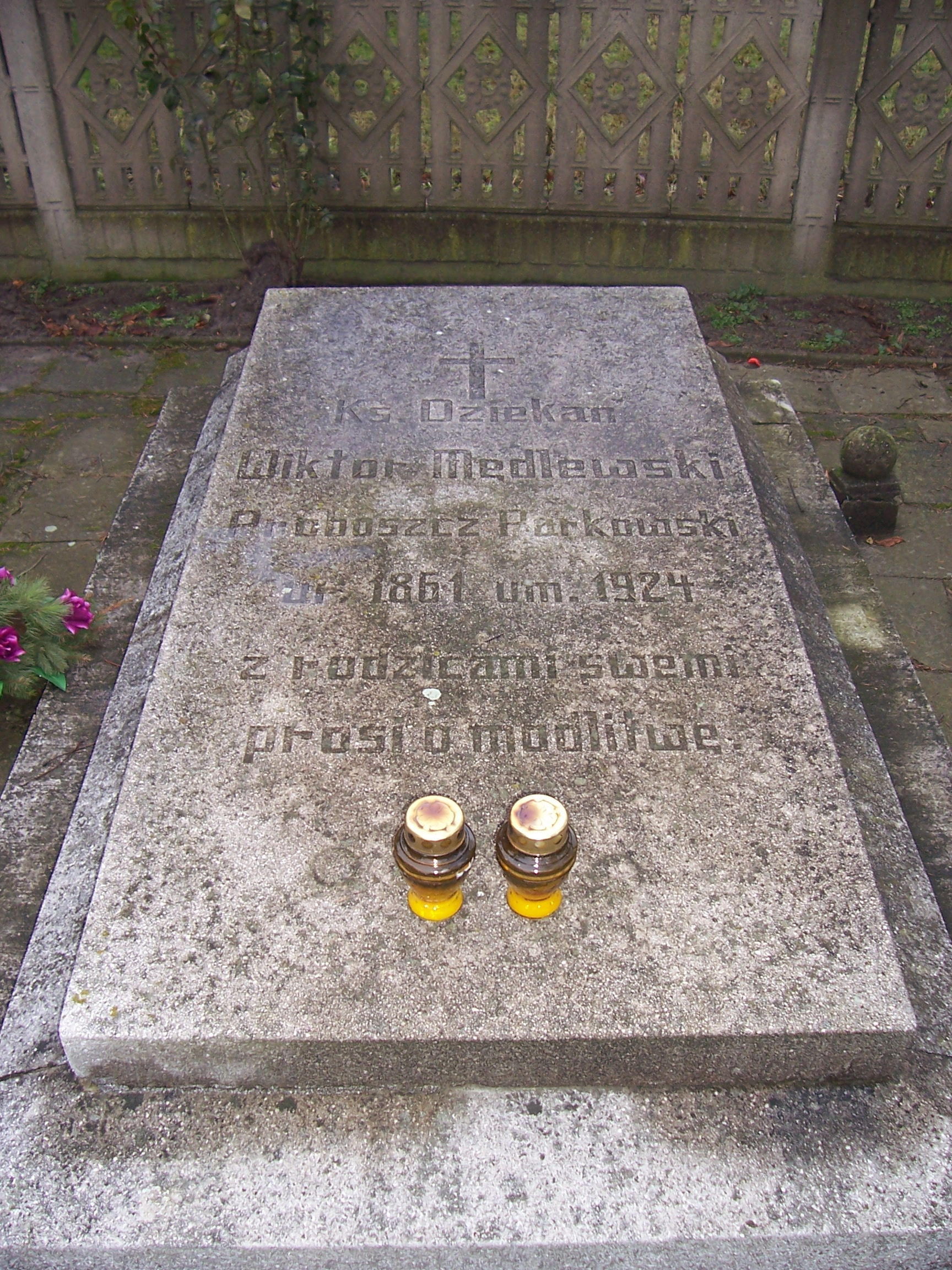
Nagrobek W. Mędlewskiego na cmentarzu przykościelnym w Parkowie

Wiktor Mędlewski (urodzony 15 października 1861 w Dubinie k. Rawicza, zmarł 26 marca 1924 w Parkowie)  – ksiądz, proboszcz parkowski (1890–1924), dziekan rogoziński, Radca Duchowny Archidiecezji Poznańskiej. Nieugięty obrońca polskości w zaborze pruskim. Zasłużony działacz narodowy i społeczny.
Syn Bartłomieja i Franciszki z Pawlickich. 21 marca 1883 roku ukończył gimnazjum w Lesznie. Następnie rozpoczął studia na wydziale teologicznym w bawarskim Würzburg, w którym 23 marca 1886 roku przyjął święcenia kapłańskie. W październiku tego samego roku powrócił do kraju i został mianowany wikariuszem w parafii św. Wita w Rogoźnie. Od 4 stycznia 1887 roku był nauczycielem religii w rogozińskim gimnazjum (obecnie Liceum Ogólnokształcące im. Przemysława II).
w roku 1890 objął parafię Parkowo, a od 1894 pełnił równocześnie urząd dziekana rogozińskiego. Od 1893 roku początkowo jako skarbnik, a od 1908 jako przewodniczący wszedł w skład Polskiego Komitetu Wyborczego na powiat obornicki.
Udzielał się w pracy społecznej, był między innymi członkiem Towarzystwa ku Zwalczaniu Gry Hazardowej, Towarzystwa "Straż" ku obronie praw ekonomicznych i społecznych, Towarzystwa Naukowej Pomocy w Wielkopolsce. Poprzez swoje zaangażowanie stał się duchem i motorem polskiego ruchu narodowego w powiecie obornickim (1900–1918), szczególnie w okresach wyborów do parlamentu pruskiego.
W latach 1910–1914 pracował społecznie w Zarządzie Głównym Związku Katolickich Towarzystw Robotników Polskich archidiecezji gnieźnieńskiej i poznańskiej jako członek komisji rewizyjnej. W czasach księdza Mędlewskiego, w dekanacie rogozińskim na 12 parafii działało aż 6 Towarzystw Młodzieżowych, zrzeszonych w Związku Towarzystw Młodzieży w Poznaniu. 
Od 1899 do 1924 pełnił funkcję wiceprezesa kólka rolniczego w Parkowie. 
Przed wybuchem powstania wielkopolskiego 1918/19 Mędlewski kontaktował się z Władysławem Seydą i w ścisłym, ograniczonym gronie prowadził przygotowania do powstania w powiecie obornickim (przejęcie administracji przez władze polskie).
19 listopada 1918 roku jako prezes przewodniczył zebraniu, na którym wybrano 13 delegatów z powiatu obornickiego na Polski Sejm Dzielnicowy w Poznaniu. W opracowaniu o powstaniu wielkopolskim Alfred Kucner napisał: (...) „W jego rękach spoczywało kierownictwo wszystkich wówczas istniejących w Obornikach organizacji - a więc Komitetu Wyborczego Czytelni Ludowych, harcerstwa i "Sokoła". Poza tymi organizacjami przewodniczył Ksiądz Dziekan Towarzystwu Robotników Katolickich i Towarzystwu Śpiewaczemu (...)”.
W latach 1920–1924 był patronem Katolickiego Stowarzyszenia Młodzieży Męskiej i Żeńskiej w Parkowie.
Decyzją Konsystorza Arcybiskupiego w Poznaniu z dnia 26 marca 1922 roku, w uznaniu zasług dla parafii, dekanatu i całej archidiecezji, ksiądz Wiktor Mędlewski został mianowany wikariuszem archikatedralnym w Poznaniu, a wkrótce, 1 kwietnia również Radcą Duchownym.
Zmarł 26 marca 1924 roku i pochowany został obok kościoła w Parkowie.